# Collégiale Saint-Ursmer de Lobbes
La Collégiale Saint-Ursmer est un édifice religieux catholique sis à Lobbes (Belgique) édifié de 819 à 823 par les moines de l’abbaye de Lobbes. Ce bâtiment est la seule et la plus vieille église de Belgique, datant, dans ses parties essentielles, de l’époque carolingienne. Peu remanié au cours des siècles, cet édifice garde un caractère carolingien certain (nef et parties occidentales), adouci d'art mosan (crypte, porte d'entrée, tour et chœur). La collégiale sert aujourd’hui d’église paroissiale à la localité de Lobbes. Celle-ci surplombe la vallée de la Sambre. Depuis ce vénérable édifice, on peut distinguer un vallon qui remonte en pente douce vers Anderlues : c'est le val du Lobach.

## Origine
Dès le VIIe siècle, Ursmer de Floyon édifie un monastère, lequel est dédié à saint Pierre. À l'heure actuelle, on peut encore voir la muraille de l’enclos, la Portelette, les toits des fermes, ainsi que ceux de la brasserie. Il s’agit d’un plan terrier d’un monastère mérovingien. Comme tous les nobles qui entourent le roi, Ursmer reçoit une éducation chrétienne. Il devient un évangélisateur et comprend très vite que les moines se feraient mieux entendre par les Francs Saliens. Un voyageur venant de Binche est stupéfait devant la collégiale : en y pénétrant, il fait une découverte sensorielle très déconcertante. En effet, toutes les surfaces claires et nues sont parcourues de jambages en plein cintre, de baies, d'arcades et de petites voûtes. Apparemment, les extrémités attirent par le mystère qui suinte des pénombres. On y trouve une crypte qui abriterait le sarcophage de saint Ermin. De solides voûtes sont posées sur des pilastres carrés d’un moellonnage symbolique. Neuf siècles plus tard, le décor est toujours d’actualité. À la fin de la période carolingienne, la collégiale est enrichie d’un massif occidental comprenant trois tours et trois tribunes. La tribune centrale est conservée. L’intérieur de la collégiale est visible de la tribune centrale même si l’axe de symétrie ainsi que la verticalité des murs sont encore ici des réalités approximatives. 
Les moines, disciples de saint Landelin, ont élevé un premier édifice de bois en cet endroit à la fin du VIIe siècle, un bâtiment de dimension sans doute modeste. Il s’agit d’une chapelle hors de l’enceinte de l'abbaye ; en effet, les reliques de saints ramenées de Rome par Landelin et, plus tard, la relique de l'apôtre Pierre donnée à Ursmer par le pape Serge Ier, pieusement conservées à l'abbaye, ne peuvent pas côtoyer l'enceinte du cimetière de l'abbaye, sous peine d'excommunication. 
Rentré à Lobbes, Ursmer fait construire en 698 un oratoire dédié à la Vierge, là où se trouve aujourd’hui la collégiale. Il occupait très probablement l'emplacement de la crypte actuelle. Cette modeste construction, entourée d'un cimetière, devait servir de sépulture aux moines, aux familiers de l'abbaye et permettre les dévotions des habitants du voisinage, spécialement les femmes qui ne peuvent suivre régulièrement les offices à l'abbatiale.  
Fulrad, abbé de Lobbes, la reconstruit plus grande - et en pierre - de 819 à 823, et dédie l’église à saint Ursmer, compagnon et premier successeur de Landelin à la tête de l’abbaye de Lobbes. 
Dans la crypte, on voit encore les pierres tombales d’abbés de Lobbes, et en particulier les sarcophages primitifs des deux successeurs immédiats de Landelin à la tête de l’abbaye : saint Ursmer (décédé en 713) et saint Ermin (décédé en 737). Rathier de Vérone, moine de Lobbes devenu évêque de Liège, y est également enterré.
Un chapitre de chanoines y est fondé et l'église devient donc collégiale en 973. Les chanoines y restent jusqu'en 1408, année du transfert du chapitre à Binche.

## Développements ultérieurs

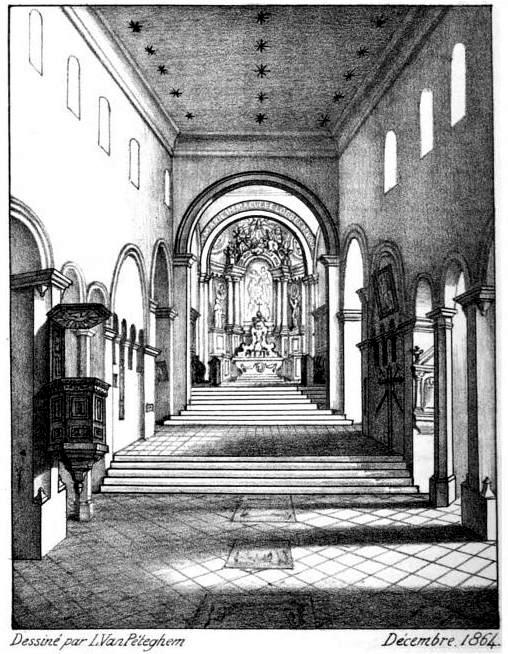
Collégiale Saint-Ursmer de Lobbes - l'intérieur par L. Van Pêteghem - décembre 1864.

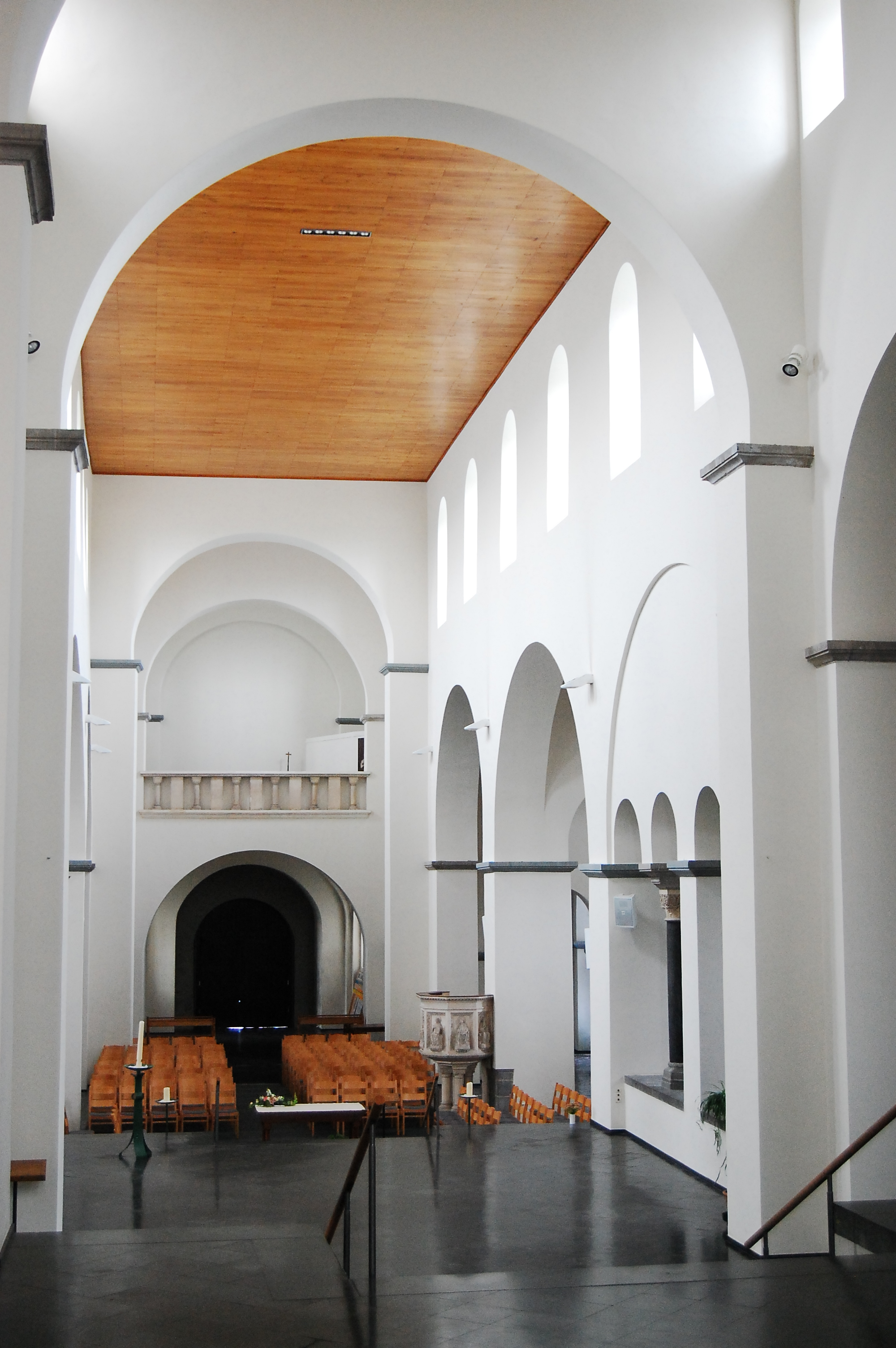
Nef de la collégiale Saint-Ursmer (vue du chœur).

Il semble que l'église actuelle, non compris le porche, la tour occidentale, le chœur et la crypte, remonte au début du IXe siècle, à une date proche de l'élévation des reliques de saint Ursmer en 823 ; une tour couverte d'un toit à quatre pans coiffait la travée précédant le jubé actuel. 
Le 2 avril 954 ou 955, l'abbaye de Lobbes et l'église Saint-Ursmer furent attaquées et pillées par les Hongrois.
Au XIe siècle, l’église qui menace ruine est rénovée et élargie. Le chœur et l’ancienne crypte sont reconstruits dans le style roman sous l'abbatiat d'Arnoul (ou Arnulphe ou Arnould) de 1077 à 1094, qui y ajoute la tour occidentale avec son petit porche et la chapelle de Saint-Nicolas (chapelle des Fidèles-Trépassés). Les travaux terminés, Otbert, prince-évêque de Liège (diocèse dont dépendait l’abbaye) visite Lobbes et consacre la nouvelle pierre d’autel le 20 janvier 1095. 
Les mœurs des chanoines n'étaient pas exempts de tous reproches : entre 1162 et 1175, le pape Alexandre III ordonne à Henri de France, archévêque de Reims, de contraindre les chanoines de Saint-Ursmer et d'Antoing qui habitaient avec des concubines à résigner leurs bénéfices. 
Au cours des siècles l'édifice va subir des transformations altérant son architecture préromane et romane. La plupart des baies en plein cintre seront refaites en style ogival ; la charpente apparente sera masquée par un plafond du XVIIIe siècle ; la tour occidentale sera coiffée d'abord d'une flèche pyramidale puis d'une couverture en forme de cloche au lieu de la sobre toiture originale en pavillon. 
En 1865, on assiste à une restauration générale : un mobilier néo-roman va prendre forme dans cette église. Chaque mobilier est décoré de statues, de colonnettes et de différentes frises. Deux pierres tombales sculptées dans un marbre sont à admirer : celles des abbés G.Cordier et G.Caulier. Quatre sarcophages du VIIIe siècle sont visibles dans la crypte et une reproduction géante de la Bible de Lobbes rappellent la contribution importante que ce site de Lobbes apporte aux efforts de Renaissance culturelle du haut Moyen-Age.
La restauration entreprise en 1865 par l'architecte Carpentier donne à l'église une unité de style que l'on n'avait probablement jamais connue ; c'est alors qu'est construite la flèche centrale à la croisée du transept qui donne à l'édifice une silhouette inhabituelle et discutable.
Une nouvelle restauration de l'édifice a lieu dans les années 1960 conduite par l'architecte Simon Brigode.

## Galerie

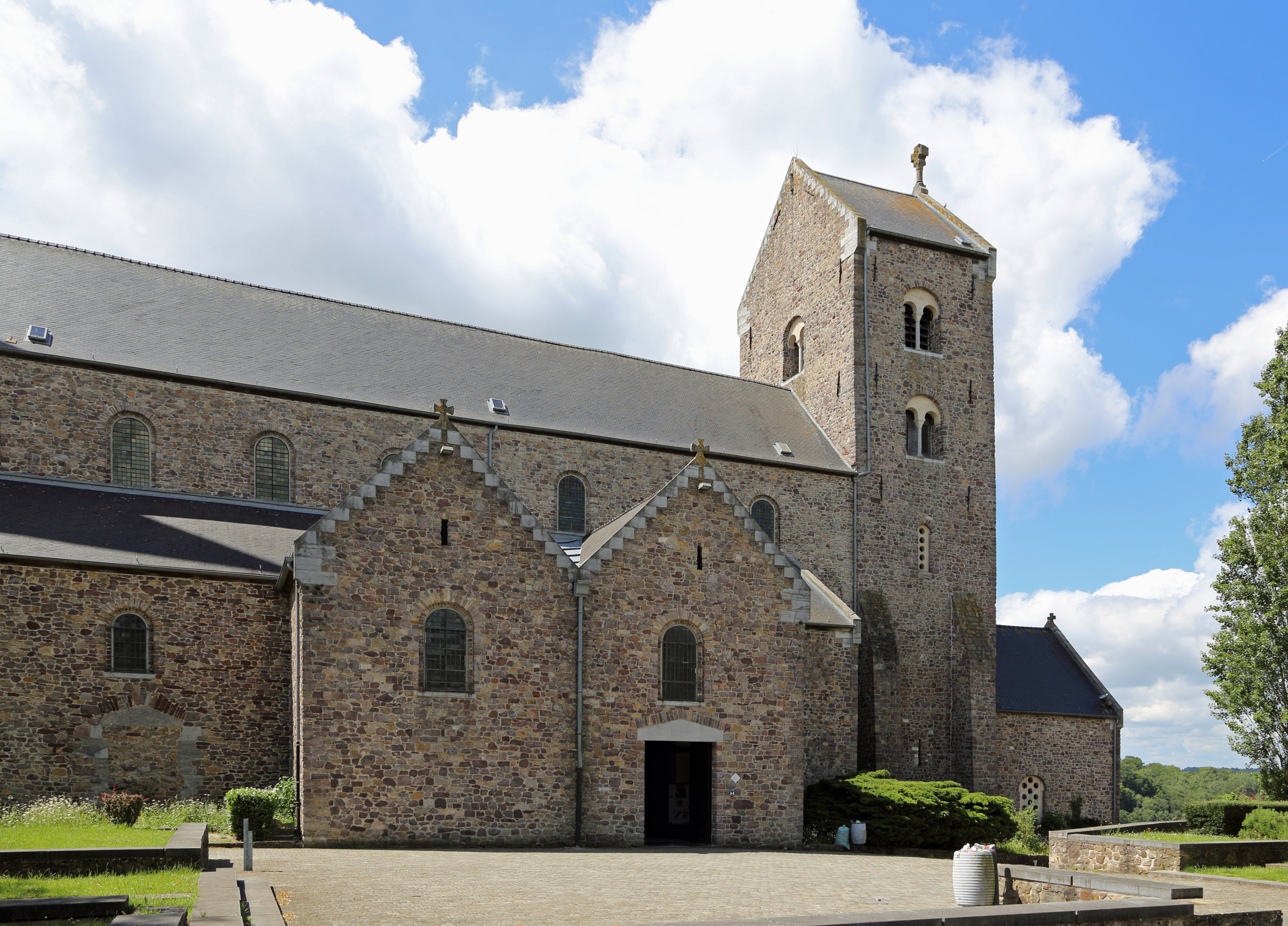
Le clocher XIe siècle.
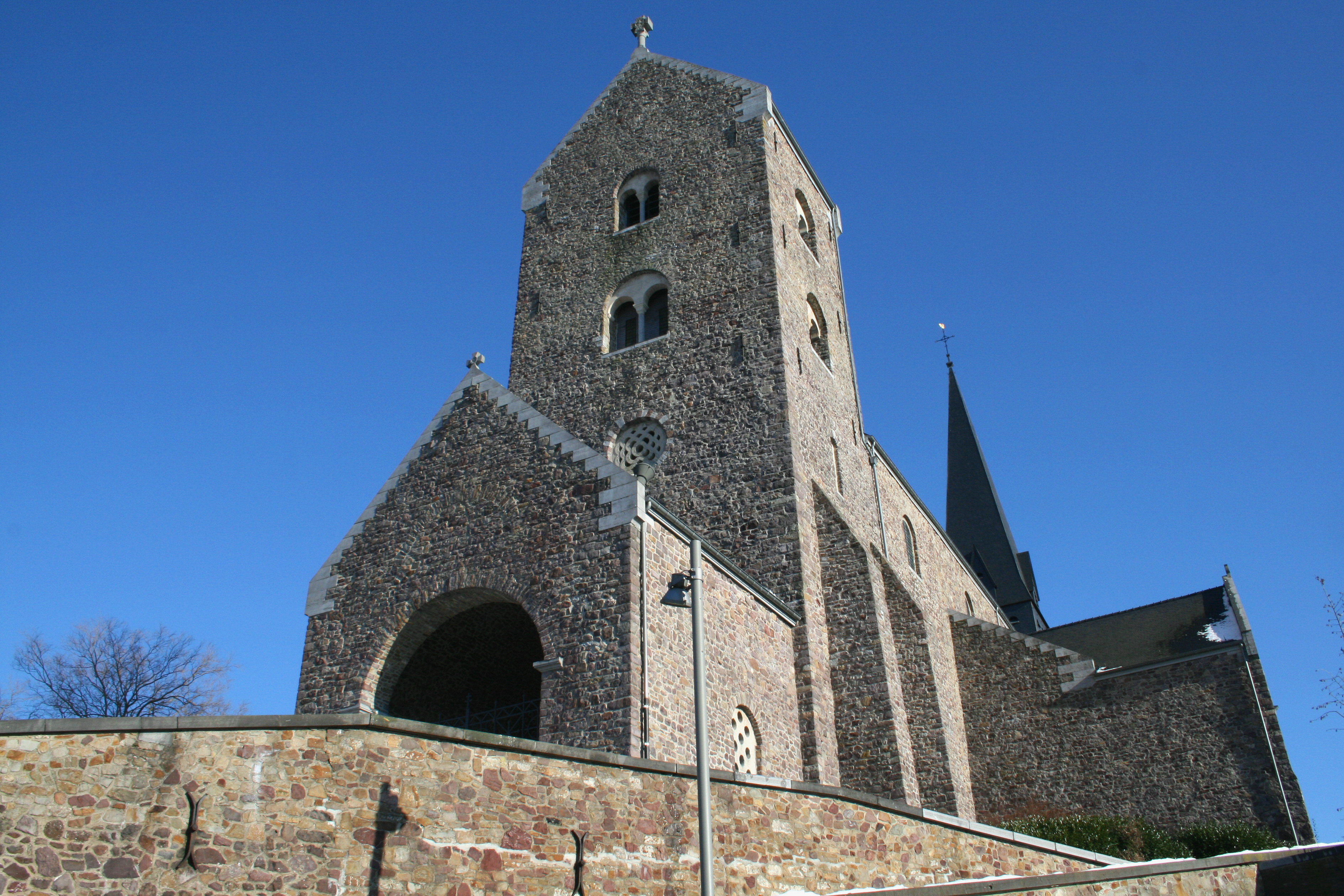
Le porche de la collégiale.
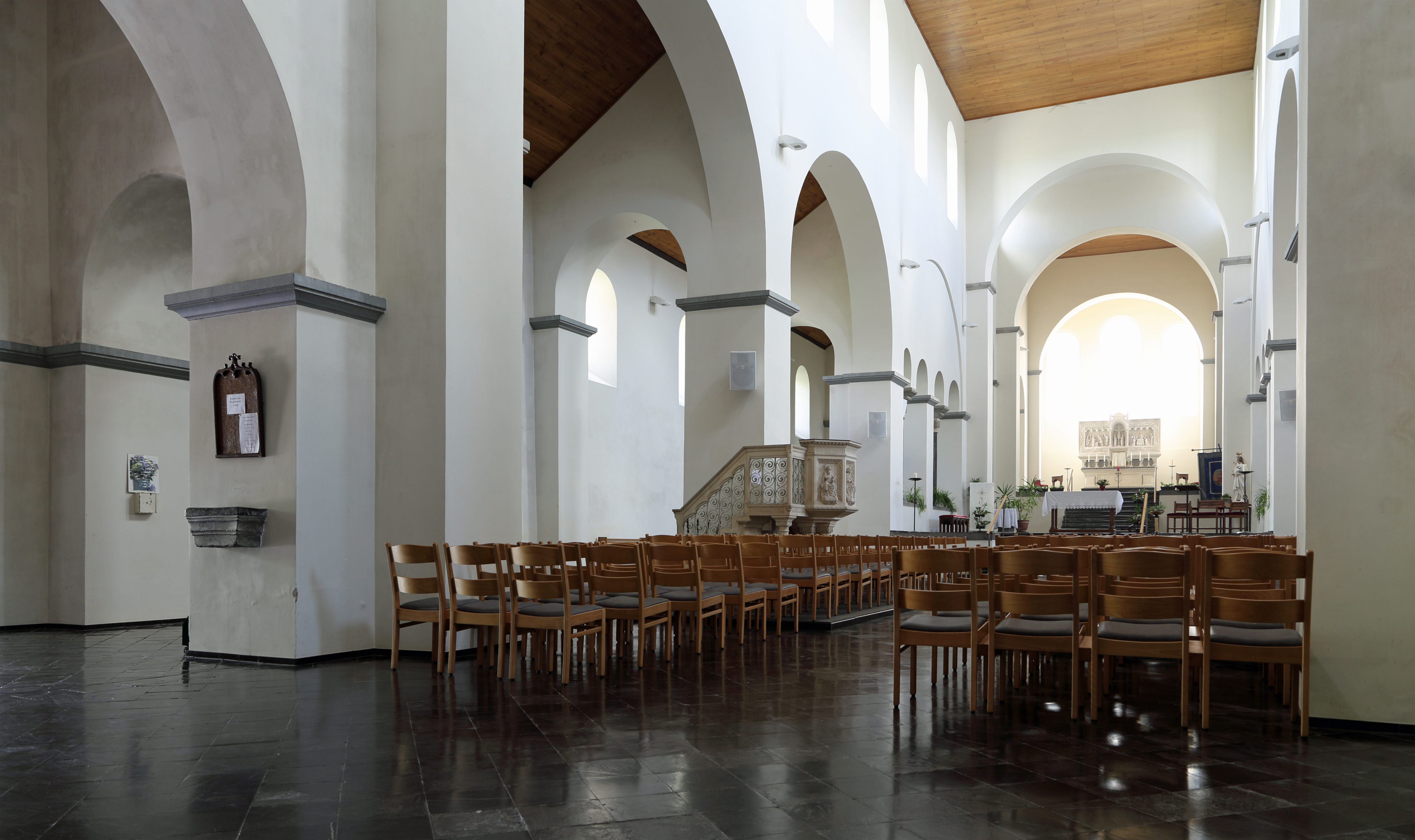
Intérieure de l'église.
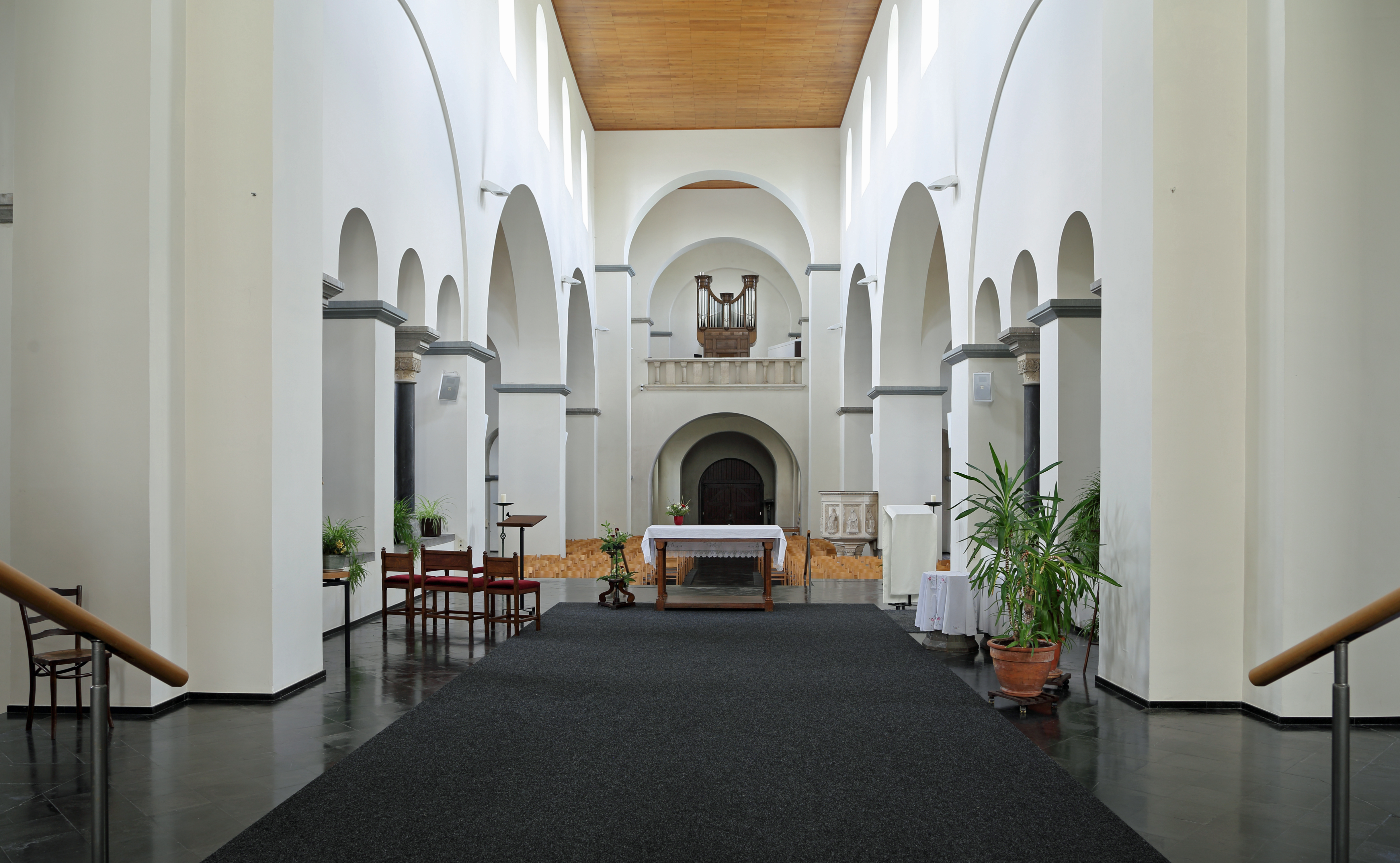
La nef.
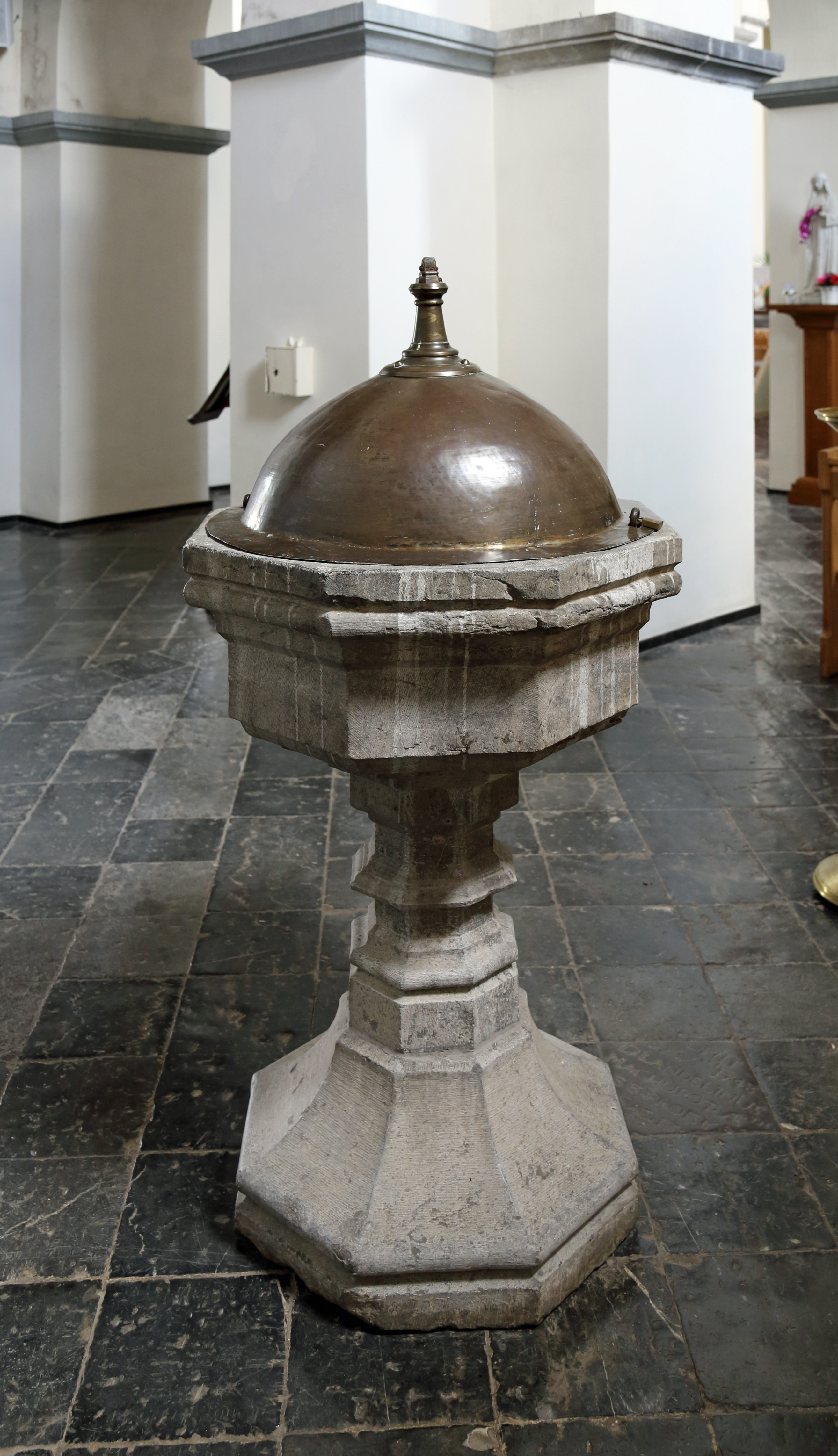
Les Fonts baptismaux.